# Menelaos sats

Figur 1. Den rosa linjen skär triangeln ABC.

Figur 2. Den rosa linjen passerar helt utanför triangeln ABC.

Menelaos sats är en sats inom Euklidisk plangeometri som säger att (beteckningar enligt figurerna 1 och 2) punkterna D, E och F belägna en på vardera av triangeln ABC's sidor (eller förlängningen av dessa) är kolinjära om och endast om:
{\displaystyle {\frac {\vec {AF}}{\vec {FB}}}\cdot {\frac {\vec {BD}}{\vec {DC}}}\cdot {\frac {\vec {CE}}{\vec {EA}}}=-1,}.
Satsen är uppkallad efter den grekiske matematikern Menelaos från Alexandria, men var känd före honom. Den är, tekniskt sett, en dual till Cevas sats. I del tre av Menelaos verk Sphaericorum visade han att satsen även gäller för en storcirkel som skär en sfärisk triangels sidor.

## Bevis
Betrakta figur 1. Den prickade linjen BG är parallell med FE. Vi ser att:
{\displaystyle {\frac {\vec {AF}}{\vec {FB}}}={\frac {\vec {AE}}{\vec {EG}}}}
 och
{\displaystyle {\frac {\vec {BD}}{\vec {DC}}}={\frac {\vec {GE}}{\vec {EC}}}}
.
Vilket leder till att:
{\displaystyle {\frac {\vec {AF}}{\vec {FB}}}\cdot {\frac {\vec {BD}}{\vec {DC}}}\cdot {\frac {\vec {CE}}{\vec {EA}}}={\frac {\vec {AE}}{\vec {EG}}}\cdot {\frac {\vec {GE}}{\vec {EC}}}\cdot {\frac {\vec {CE}}{\vec {EA}}}={\frac {\vec {AE}}{\vec {EA}}}\cdot {\frac {\vec {GE}}{\vec {EG}}}\cdot {\frac {\vec {CE}}{\vec {EC}}}=-1\cdot -1\cdot -1=-1}
I fall att linjen genom D, E och F ej skär triangeln, som i figur 2, konstrueras den med DE parallella linjen BG där G är en punkt på triangelsidan AC, varefter förfarandet är likartat.